# Ayuntamiento de Benalmádena
El Ayuntamiento de Benalmádena, en su acepción inmobiliaria, alberga el gobierno del conjunto de instituciones que integran la administración local de la ciudad de Benalmádena y está situado en la avenida Juan Luis Peralta.
El Ayuntamiento es el organismo con mayores competencias y funcionarios públicos en la ciudad, ya que regula la vida diaria de los ciudadanos, e importantes asuntos como la planificación urbanística, los transportes, la recaudación de impuestos municipales, la gestión de la seguridad vial mediante la policía local, el mantenimiento de la vía pública (asfaltado, limpieza...) y de los jardines, entre otras funciones. También es el responsable de la construcción de equipamientos municipales como polideportivos, bibliotecas, centros de servicios sociales, viviendas de protección pública, etc.
El poder del Ayuntamiento está centralizado en el alcalde de Benalmádena y su equipo de gobierno, que se ocupa de las cuestiones más generales e importantes de la ciudad, que se aplican a toda la ciudad. Además existe una división administrativa de la ciudad en tres distritos los cuales son: Benalmádena pueblo, Aroyo de la Miel y Benalmádena Costa.

## Alcaldes
| Periodo   | Nombre                                                              | Partido                                                       |
| --------- | ------------------------------------------------------------------- | ------------------------------------------------------------- |
| 1979-1983 | Enrique Bolín Pérez-Argemí                                          | Agrupación de Independientes de Benalmádena (AIB)             |
| 1983-1987 | Enrique Bolín Pérez-Argemí (1983-1985) Ramón Rico Muñoz (1985-1987) | Grupo Independiente de Benalmádena (GIB)                      |
| 1987-1991 | Ramón Rico Muñoz                                                    | Grupo Independiente de Benalmádena, Arroyo y Costa (GIB-AC)   |
| 1991-1995 | Javier Ortiz Carrasco                                               | Partido Socialista Obrero Español (PSOE)                      |
| 1995-1999 | Enrique Bolín Pérez-Argemí                                          | Grupo Independiente de Benalmádena (GIB)                      |
| 1999-2003 | Enrique Bolín Pérez-Argemí                                          | Grupo Independiente de Benalmádena (GIB)                      |
| 2003-2007 | Enrique Bolín Pérez-Argemí                                          | Grupo Independiente de Benalmádena (GIB)                      |
| 2007-2011 | Javier Carnero Sierra (2007-2009) Enrique Moya Barrionuevo          | Partido Socialista Obrero Español (PSOE) Partido Popular (PP) |
| 2011-2015 | Javier Carnero Sierra (2011-2012) Paloma García Gálvez (2012-2015)  | Partido Socialista Obrero Español (PSOE) Partido Popular (PP) |
| 2015-2019 | Victoriano Navas Pérez                                              | Partido Socialista Obrero Español (PSOE)                      |
| 2019-2023 | Victoriano Navas Pérez                                              | Partido Socialista Obrero Español (PSOE)                      |

## Acuerdos de investidura o coaliciones de gobierno
| Mandato   | Partidos implicados         | Concejales |
| --------- | --------------------------- | ---------- |
| 2007-2009 | PSOE + MPB + IU-LV-CA       | 16/25      |
| 2009-2011 | PP + GIB + MPB + IDB        | 15/25      |
| 2011-2012 | PSOE + UCB + IU-LV-CA       | 13/25      |
| 2012-2015 | PP + UCB                    | 15/25      |
| 2015-2019 | PSOE + IU + CS + AxB + CSSP | 15/25      |

## Historia
Las primeras elecciones municipales tras la restauración de la democracia en España fueron ganadas por un candidato independiente, Enrique Bolín, quien ya había sido alcalde en varias ocasiones desde 1966. Cuatro años más tarde este ingresaría en Alianza Popular (AP), hasta que fue detenido en 1989 en Gibraltar por posesión de cocaína y en compañía de varios menores y vídeos pornográficos. Expulsado del PP (ex AP), Bolín creó su propio partido, el Grupo Independiente de Benalmádena (GIB), a imagen y semejanza del GIL, que por entonces arrasaba en la vecina ciudad de Marbella, y volvió a estar al frente de la alcaldía entre 1995 y 2007.
Tras las elecciones municipales de 2007, ocupó el cargo de alcalde Javier Carnero Sierra, del Partido Socialista Obrero Español, tras pactar con otros grupos ya que los socialistas obtuvieron 7 concejales frente a 5 del GIB, 4 del PP, 4 de Movimiento por Benalmádena (MpB), 3 de IU y 2 de Iniciativa Democrática por Benalmádena (IDB). Al año siguiente, en 2008, Bolín fue condenado a ocho años de inhabilitación por un delito de prevaricación urbanística y unos meses más tarde, ya en 2009, los independientes de Benalmádena, tanto los del GIB como los expulsados del MpB (estos últimos acusados por la Corporación saliente de transfuguismo), se integran en el Partido Popular y mediante una polémica moción de censura presentada por vía administrativa el 5 de mayo de 2009 y celebrándose el pleno de dicha moción el 18 de mayo de 2009, logran sustituir al alcalde Javier Carnero del PSOE por Enrique Moya Barrionuevo, del Partido Popular y antiguo concejal delegado de GIB-Bolin.
En las elecciones de 2011, el PP gana pero no logra la mayoría absoluta, por lo que Enrique Moya es relevado por Javier Carnero al frente de la alcaldía gracias a un pacto entre PSOE, UCB e IU. Este pacto fue roto un año después por la agrupación de UCB, que pasó a prestar su apoyo al PP. A su vez la edil Encarnación Cortes, N.º 2 de UCB abandona el partido, y pasa al grupo Mixto para no apoyar la moción de censura que prosperó, gracias a los otros tres ediles del grupo, donde se presentó por administración el 12 de junio de 2012, contra Javier Carnero donde el 23 de junio de 2012 le apartaría de la alcaldía para ser sustituido por Paloma García Gálvez (PP).
El 18 de noviembre de 2014, la alcaldesa Paloma García Gálvez, destituye a su Teniente de Alcalde y socio de Gobierno, Francisco Salido Porras. Este cese se produce porque Francisco Salido, se niega a cesar al Gerente del puerto Deportivo y Vicepresidente de UCB, José Manuel López Merino, condenado a 6 meses de prisión y una cuantía económica por intrusismo profesional. Días más tarde el 20 de noviembre, ante la impasiva actividad de la concejala Independiente Concepción Tejada, la alcaldesa de Benalmádena, se ve obligada a destituir a la edil, ya que no decide apoyar el cese de sus compañeros de partido Francisco Salido y José Manuel López Merino, quedando el PP, en minoría dentro del equipo de Gobierno, con 11 ediles y el apoyo de Juan Olea.
Tras los comicios del 24 de mayo de 2015, los resultados locales dio representación de los 25 escaños a 7 de las 9 formaciones políticas que optaron candidatura a estos comicios. De nuevo el Partido Popular gana las elecciones y el PA y UCB, antiguo socio de gobierno del PP, quedaron fuera de la representación Local.
Tras varias semanas de negociaciones Paloma García Gálvez, se vio incapaz de llegar a un acuerdo para su reelección como candidata a la Alcaldía de Benalmádena, donde los nuevos actores políticos pidieron el cese de la edil electa, para poder llegar a un acuerdo. Tras un tiempo de cortesía la segunda fuerza más votada se vio obligada a entenderse con todas las fuerzas políticas y presentó un pacto para la gobernabilidad de Benalmádena sin saber aún quién sería investido como alcalde o alcaldesa de esta localidad, donde PP y VpB fueron invitados a participar en esta propuesta de estabilidad, donde renunciaron a estampar su firma. En el pleno de investidura celebrado el sábado 13 de junio de 2015 a las 11:00h. con el voto a favor de mayoría absoluta de las fuerzas políticas, el candidato Víctor Navas, consigue la alcaldía, apartando así a Paloma García Gálvez, como antigua regidora de la localidad.
En las nuevas elecciones celebradas, el 26 de mayo de 2019, concurren 10 grupos políticos, (PSOE, PP, Cs, IU, VOX, Por Mi Pueblo, Podemos, Somos Benalmádena, Contigo (antiguos concejales de CS, más CSSP), de los cuales 5 grupos consignen, representación en la casa consistorial. Esta vez el PSOE de Benalmádena consigue obtener la mayoría absoluta con un pacto de gobernabilidad con IU, sin tener la presión de pactos con otras formaciones, y así poder gobernar tranquilamente durante los próximos cuatro años. A su vez entra por primera vez en la casa consistorial la formación de ultraderecha Vox, de la mano de Gema Carillo. Repiten como cabezas electorales Elena Galán (IU), Víctor Navas (PSOE), que a su vez incorpora en su lista a la líder del partido independiente Alternativa por Benalmándena, Encarnación Cortés. Por otro lado el PP toma como líder y de cartel electoral, al único concejal y candidato de la anterior legislatura Juan Antonio Lara (Vecinos por Benalmádena), traído de la mano del antiguo Regidor Municipal Enrique Bolín. El cartel Electoral de Por Mi Pueblo, viene acogido por el dimitido concejal del PP, José Antonio Serrano, del que formó equipo de Gobierno de la exalcaldesa Paloma García. Somos Benalmándena, se presenta con otra exconcejala del PP, Ana Macias, que también formó parte del equipo de Gobierno con Paloma García Gálvez. El candidato de la formación Contigo presentó a Bernado Jiménez, antiguo líder local de CS. Posteriormente y a mitad de legislatura Elena Galán anuncia que abandona su acta de concejala, por motivos personales.

## Resultados electorales
| Partido político                                      | 2023  | 2023   | 2023       | 2019  | 2019  | 2019       | 2015  | 2015  | 2015       | 2011  | 2011  | 2011       | 2007  | 2007  | 2007       |
| Partido político                                      | %     | Votos  | Concejales | %     | Votos | Concejales | %     | Votos | Concejales | %     | Votos | Concejales | %     | Votos | Concejales |
| Partido Popular (PP)                                  | 43,67 | 10 552 | 13         | 22,05 | 4940  | 7          | 29,65 | 6162  | 9          | 35,58 | 7395  | 11         | 16,79 | 2925  | 4          |
| Partido Socialista Obrero Español (PSOE)              | 32,59 | 7875   | 9          | 37,45 | 8389  | 11         | 25,83 | 5367  | 7          | 24,89 | 5173  | 7          | 25,80 | 4494  | 7          |
| Vox                                                   | 8,35  | 2019   | 2          | 6,31  | 1414  | 2          | —     | —     | —          | —     | —     | —          | —     | —     | —          |
| Izquierda Unida (IU)-Los Verdes (LV)-Con Andalucía    | 6,18  | 1494   | 1          | 8,20  | 1837  | 2          | 8,25  | 1715  | 2          | 8,92  | 1854  | 2          | 10,63 | 1851  | 3          |
| Costa del Sol Sí Puede Tic Tac (CSSPTT)               | —     | —      | —          | —     | —     | —          | 8,41  | 1747  | 2          | —     | —     | —          | —     | —     | —          |
| Ciudadanos (CS)                                       | —     | —      | —          | 10,96 | 2457  | 3          | 10,40 | 2161  | 3          | —     | —     | —          | —     | —     | —          |
| Vecinos por Benalmádena (VPB)                         | —     | —      | —          | —     | —     | —          | 6,25  | 1299  | 1          | —     | —     | —          | —     | —     | —          |
| @lternativa                                           | —     | —      | —          | —     | —     | —          | 5,91  | 1229  | 1          | —     | —     | —          | —     | —     | —          |
| Unión Centro Benalmádena (UCB)                        | —     | —      | —          | —     | —     | —          | 3,40  | 706   | 0          | 15,27 | 3174  | 4          | —     | —     | —          |
| Benalmádena Organización Liberal Independiente (BOLI) | —     | —      | —          | —     | —     | —          | —     | —     | —          | 6,37  | 1324  | 1          | 18,99 | 3308  | 5          |
| Movimiento por Benalmádena (MPB)                      | —     | —      | —          | —     | —     | —          | —     | —     | —          | —     | —     | —          | 15,11 | 2632  | 4          |
| Iniciativa Democrática por Benalmádena (IDB)          | —     | —      | —          | —     | —     | —          | —     | —     | —          | —     | —     | —          | 8,11  | 1414  | 2          |

## Evolución de la deuda viva municipal
El concepto de deuda viva contempla sólo las deudas con cajas y bancos relativas a créditos financieros, valores de renta fija y préstamos o créditos transferidos a terceros, excluyéndose, por tanto, la deuda comercial.
| Gráfica de evolución de la deuda viva del Ayuntamiento entre 2008 y 2023                              |
| |
| Deuda viva del Ayuntamiento de Benalmádena, en miles de euros, según datos del Ministerio de Hacienda |